# Mauritiella
Mauritiella – rodzaj palm z rodziny arekowatych. Obejmuje trzy lub cztery gatunki. Rośliny te występują w północnej części Ameryki Południowej, przy czym jeden gatunek – Mauritiella armata występuje pospolicie na rozległym obszarze kontynentu, a pozostałe mają wyraźnie mniejsze zasięgi. Wszystkie związane są z siedliskami wilgotnymi, okresowo zalewanymi na sawannach i w dolinach rzek. Liście tych palm używane są do pokrywania chat. Owoce są jadalne.

## Morfologia

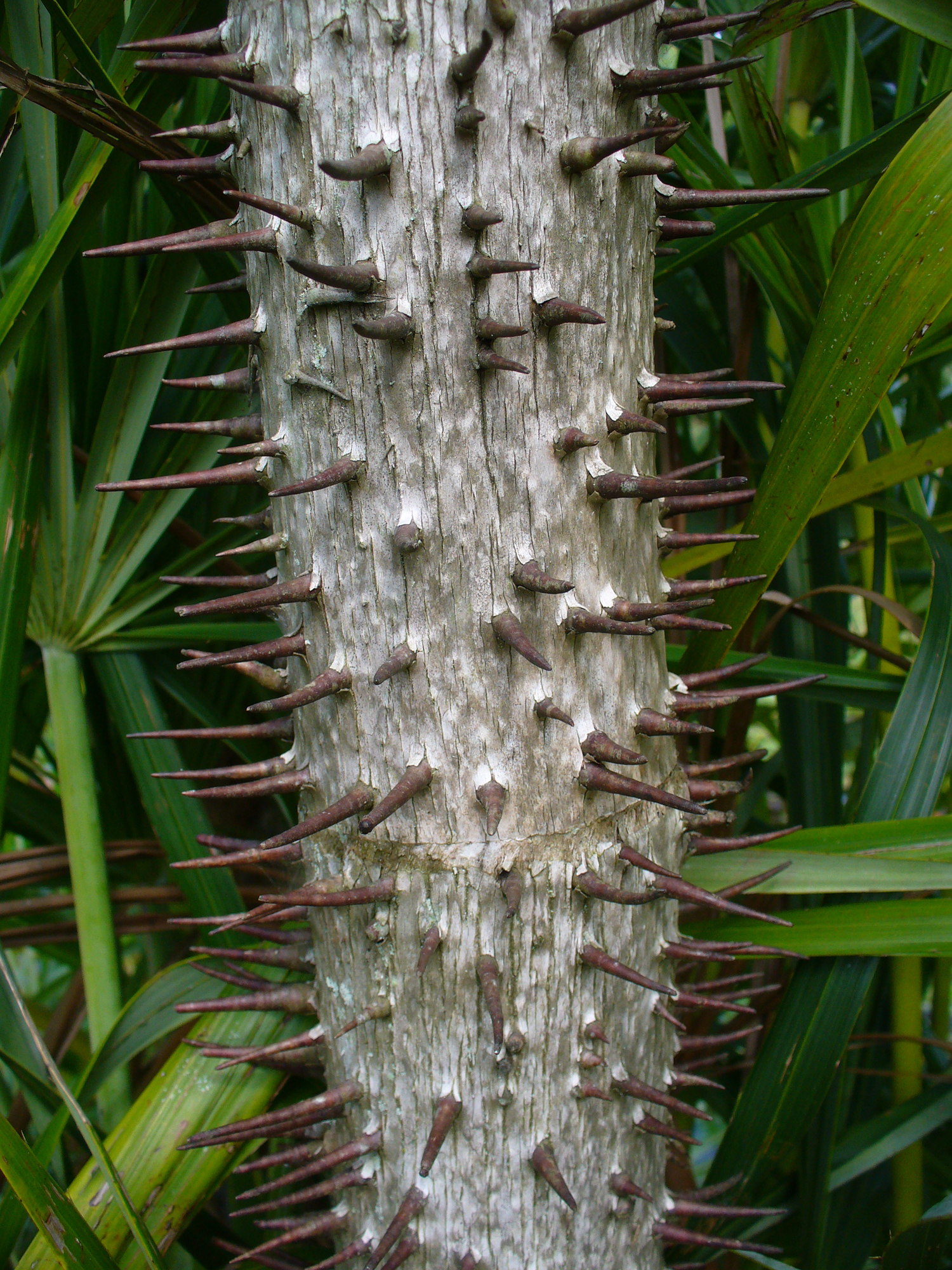
Ciernista kłodzina Mauritiella armata

PokrójŚredniej wielkości palmy o kłodzinach wyrastających w kępach, prosto wzniesionych i pokrytych cierniami (zmodyfikowane korzenie przybyszowe). U nasady pnia korzenie  tworzą stożek.
LiścieWachlarzowate, skupione po 4–10 w pióropusz na szczycie kłodziny. Pochwy liściowe są częściowo zamknięte i nieco nabrzmiałe, ogonki liściowe są zaokrąglone na przekroju i długie. Zarówno pochwy jak i ogonki są zwykle biało woskowane na powierzchni. Blaszka liściowa o zarysie regularnie kolistym, jest głęboko, niemal do nasady porozcinana na liczne, równowąsko-lancetowate listki. U nasady blaszki po stronie doosiowej znajduje się hastula. U niektórych gatunków listki bywają kolczaste na brzegach.
KwiatyJednopłciowe, rośliny są dwupienne. Kwiatostany są okryte pochwiastymi podsadkami, z odgałęzieniami drugiego rzędu krótkimi i układającymi się w jednej płaszczyźnie. Pokryte są one gęsto drobnymi kwiatami. Kwiaty męskie rozwijają się pojedynczo, żeńskie w skupieniach (co poza mniejszą wielkością palm odróżnia je od rodzaju Mauritia).
OwoceJednonasienne, eliptyczne, pokryte czerwonobrązowymi, zachodzącymi na siebie łuskami.

## Systematyka
Jeden z trzech rodzajów z podplemienia Mauritiinae (obok Lepidocaryum i Mauritia), z plemienia Lepidocaryeae, podrodziny Calamoideae z rodziny arekowatych Arecaceae. Według niektórych ujęć gatunki tu zaliczane włączane są do rodzaju Mauritia.
Wykaz gatunków:
- Mauritiella aculeata (Kunth) Burret
- Mauritiella armata (Mart.) Burret
- Mauritiella macroclada (Burret) Burret
- Mauritiella pumila (Wallace) Burret